# 波波羅古洛伊斯物語 (遊戲)
《波波羅克洛伊斯物語》是由索尼互動娛樂（SCE）於1996年7月12日所發行的Plastation初代機平台的RPG。 
開發公司為EPICS。遊戲內容改編自田森庸介之漫畫作品《波波羅克洛伊斯物語》，為波波羅克洛伊斯物語遊戲系列第一作。

## 概要
本遊戲屬本格派RPG類型。在遊戲中，地圖、村莊、迷宮皆以同尺寸做呈現，從一般場景無縫式的切換至戰鬥場景為其遊戲特色。遊戲中也準備了許多隱藏小屋以及支線任務等隱藏要素，還有一種被稱為「土產」的收藏品，使用收集到的「土產」便可將遊戲紀錄繼承至《波波羅克洛伊斯外傳》或《波波羅克洛伊斯物語2》。
遊戲中所有的場景物件皆以2D點陣圖方式呈現，部分過場畫面則以動畫影片方式呈現。2D點陣圖的設計型態一直延續至其後的兩部作品《波波羅克洛伊斯外傳》以及《波波羅克洛伊斯物語2》。
當時與SCE社另兩部作品《亞克傳承》以及「狂野歷險系列」合稱SCE三大作並宣傳之，三部作品之後皆動畫化。
2007年9月27日，推出Playstation3、PSP平台的重製版。

## 遊戲故事大綱
波波羅克洛伊斯王國的王子皮耶多羅迎接10歲生日的夜晚，自稱「嘎米嘎米魔王」（ガミガミ魔王）的盜賊混入宴會，搶走了王家寶物「智慧王冠」。遊戲以此事件做為故事的開端。為了從嘎米嘎米魔王手中奪回智慧王冠，皮耶多羅王子展開了人生第一次的旅程。在旅途中得到了新夥伴的幫助，總算達成目標。之後，皮耶多羅得知本應死去的母親莎妮雅仍存活的消息，為拯救母親莎妮雅再次展開了冒險。
起初，皮耶多羅認知到莎妮雅並非死亡，而是處於靈魂被困在「闇黑世界」的狀態。然而，「闇黑世界」是邪惡的靈魂死後才能到達的場所，無法以活人狀態進入，只能思考其他進入的方法。此時，一座被稱為布里歐尼亞的浮空島接近王國，這座島擁有未知的科學，被稱為知識的寶庫，若是前往這座島或許能找到方法，因此皮耶多羅便乘坐飛空艇到達了浮空島。在島上，皮耶多羅得知了前往闇黑世界的通行證「闇之書」的存在。就在皮耶多羅要取得它的時候，出現了效忠「冰之魔王」的四人組，「闇之書」落入了「四天王」的手中。布里歐尼亞也被擊落，皮耶多羅的信心也被打敗，認為前往闇黑世界似乎是不可能的事了…。
此時，嘎米嘎米魔王在離大國相當遙遠的東方劍山上，碰巧得到關於闇黑世界的書籍，他將這個情報告知了皮耶多羅，並成為了伙伴。之後，一行人遇見了擔任現世與闇黑世界橋梁的渡橋使者拉達克仙人（ラダック仙人），得知了即使沒有闇之書也能夠前往闇黑世界的方法－只要能承受「永遠的守門者」的試煉，就能夠前往闇黑世界。皮耶多羅決定接受這個試煉。但皮耶多羅仍對於莎妮雅為何會墮入充滿邪惡靈魂的闇黑世界感到疑惑，仙人告訴他要親自用自己的眼睛去確認。
數日後，皮耶多羅成功通過了永遠的守門者的試鍊，見到了闇黑世界之王「達那」，達那告訴他莎妮雅就在魔王之星中。到了魔王之星後，皮耶多羅看見莎妮雅靠一己之力封印冰之魔王的靈魂，而四天王正對著莎妮雅進行攻擊。此時皮耶多羅呼喚莎妮雅，使莎妮雅一時疏忽導致封印被破，而冰之魔王那巨大又邪惡的靈魂便降臨至地上世界。
當皮耶多羅回到了地上世界時，四面吹起強烈的寒風，城堡的湖面完全凍結。保羅國王告訴皮耶多羅，很久以前也曾經發生過同樣的事情，當時冰之魔王侵略至波波羅克洛伊斯王國，而拯救了王國的，便是龍之化身莎妮雅。莎妮雅雖然漂亮地打敗了魔王，但魔王在將亡之時將莎妮雅的靈魂一同拖入闇黑世界。此後，莎妮雅便陷入沉眠。皮耶多羅聽完故事後更加堅信莎妮雅並非邪惡之魂的主人，而是保護王國的守護者。為此，皮耶多羅發誓為了王國一定要討伐冰之魔王，便與夥伴們一行人前往北方的冰之神殿。在冰之神殿中，魔王以莎妮雅為媒介進行復活的儀式。皮耶多羅等人雖極力阻撓，但仍無法阻止魔王的復活。就在此時，皮耶多羅體內的龍之力爆發，打倒了魔王，莎妮雅也為之甦醒，皮耶多羅便帶著莎妮雅一同返回城堡。然而在途中，潛藏在莎妮雅體內的魔王突然現身，並對皮耶多羅一行人展開最後的勝負挑戰。一陣激鬥過後，魔王最終被打敗，王國也恢復了和平，而莎妮雅也平安回到皮耶多羅的身邊，迎接大團圓的完美結局。

## 登場人物
皮耶多羅‧帕卡普卡
聲：高山南
生於AP485年，波波羅克洛伊斯王國的王子。正義感強烈，好奇心旺盛，性格慵懶單純，容易被欺騙(即使是本人與聲音完全不合的偽裝也分辨不出來)。只要發現是錯誤的事情，會不惜危險將其導正。比起讀書更喜歡活動，從小就是個愛翹課偷溜出城外的問題兒童。興趣是蒐集旅途中各地的名產。雖然也有失落愛哭的一面，但經過種種試煉後，內心也逐漸變的成熟而堅強。擁有人族父親保羅及龍族母親莎妮雅兩種血統的混血兒，可化身成龍形。與旅途中相遇的娜露西亞逐漸萌生好感，在繼任17代國王後便成婚，與娜露西亞育有一子皮諾。
娜露西亞
聲：三石琴乃
生於AP484年，居住在佛羅涅森林中的「森林魔女」，頭頂上戴著兩隻尖角的帽子是她的象徵物。根據基爾妲的說法，「娜露西亞」的名字中有著「碧湖妖精」的含意。娜露西亞雖為魔法修行之身，卻總是失敗連連，時常惹怒姊姊基爾妲。是個性格溫柔的少女，常常會因為思考過慮而不夠積極。比皮耶多羅大上一歲，常把自己當作姐姐一般，在皮耶多羅的冒險旅途中幫助他。在旅途中逐漸喜歡上皮耶多羅，但一直不敢表明，只能默默吃醋。在二代中，將會揭開隱藏在尖角帽中的秘密。此外，據說還有一段與她的生父有關的故事仍未公開(原作者述)。在初代外傳中，因故事中的世界被夢幻世界影響，導致魔力降低，因此無法成為夥伴。在「最初的冒險」之後，她以「王妃」以及「皮諾的溫柔母親」的身分登場。
成為王妃後雖然脫去了尖角帽子，但仍巧妙的隱藏了妖精的部分。
白騎士
聲：池田秀一
生於AP463年。全身包著鎧甲的謎樣騎士。常自稱「在下是白騎士」。本名不詳，為了找尋傳說中的國王騎士所使用的劍而在世界各地展開旅途。喜愛正義，充滿騎士道精神，非常厭惡邪惡以及不正當之事。對他人基本上都會尊稱「大人」，說話也相當禮貌。力氣相當大，他的怪力也屢次在冒險中發揮效用。弱點是鎧甲不能碰到鹽水，一旦碰觸到鹽水鎧甲便會生鏽，嚴重時便會完全動不了。雖看似勇敢，令人意外的另一面是他不但怕高，還怕妖魔鬼怪。被人叫膽小鬼時會很生氣，但若真的碰上令他棘手之事時倒是會坦然承認(尤其是懼高)。雖是個勇敢的人，但總是常常單槍匹馬殺進敵陣後被活捉，或是遭遇各種意外，最後總是被皮耶多羅拯救。泡溫泉時不知為何從不脫鎧甲(根據原作森田的說法，是由於鎧甲被詛咒因此無法脫下)。另外，根據原作，似乎在月亮出現的時候鎧甲是能夠脫下來的。白騎士就像皮耶多羅的大哥哥一樣，很理解他。有一匹叫流星號的愛馬，只有在原作漫畫及動畫中登場，遊戲中沒有出現。
在二代中與夥伴雷歐娜擁有一個叫馬洛可的孩子(兩人相差16歲)。
嘎米嘎米魔王(嘮叨魔王)
聲：大塚明夫
生於AP455年，喜歡發明和寶藏。追求男人的浪漫並做著征服世界的美夢。自稱邪惡魔王。重情重義的個性，使他難以成為一名惡黨，最後還是選擇幫助皮耶多羅和皮諾。一手打造了「嘎米嘎米魔王城」，並讓自己打造的機器人們居住在「嘎米嘎米城市」中。對自己非常有自信，相當樂觀。僅憑自己的力量打造大量的機器人，且將屢次被破壞的城堡和城市重建，是一個相當努力的人。從保羅國王身上盜出智慧王冠的主謀，在某種意義上也是促成皮耶多羅踏上旅途的關鍵人物。在一代、外傳以及皮耶多羅王子的冒險─暗黑獅王篇中是一身藍色鎧甲，但到了二代之後變成了紅色鎧甲。自從某次逃脫失敗變成火球被娜露西亞救回一命後，便迷戀上娜露西亞(其實當時伸出援手的是白騎士，但指示白騎士救援的是娜露西亞)。與保羅國王同年，在外傳中保羅少年時期時嘎米嘎米也有登場。常戲稱皮耶多羅為「笨蛋王子」，總把他當成假想敵。對皮耶多羅的兒子皮諾有著微妙的情感，由於皮諾同時也是娜露西亞的孩子，因此在冒險中還是會對他伸出援手，更漸漸疼愛了起來。時常指揮機器人送情書給娜露西亞。口頭禪是「你還早了一百億年!」「老子一人之力可以抵一百億人!」等(在遊戲中一百億皆刻意以數字呈現)。
與敵人開戰時一定會乘坐巨大機器人現身，而戰鬥失敗後總是打著「男人的浪漫」的名義，啟動自爆裝置讓城堡自爆，而主角們的附近也總是會出現逃生用的傳送口讓他們逃脫。而嘎米嘎米本人則使用逃脫裝置試圖逃離魔王城，但每每都逃脫失敗，墜落時總是被主角們所救。這一連串的行動模式已成為這系列作品的公式了。
雖是個丑角且愛找麻煩的腳色，但因為富有男子氣概很難讓人討厭，因此人氣相當高。此外，他也是唯一在兩個世代(皮多羅與皮諾)中都能結為夥伴的腳色。
凱
聲：三石琴乃
以娜露西亞的好友身分登場，擁有變身能力的神祕少女。與娜露西亞完全相反，是個活潑且相當有「男子氣概」的少女。擅長格鬥術，常稱呼白騎士或嘎米嘎米魔王為「大叔」。為了在旅途中助皮耶多羅一臂之力，代替娜露西亞而來。其真正身分為妖精族的娜露西亞。由於妖精無法觸碰海水，因此娜露西亞使用「黃金之鑰」變身為人類，也就是凱。
剛開始變身成凱時，因有著不能被識破身分的戒律，故娜露西亞一直隱藏著自己真正的身分，而後終於克服戒律，能直接當眾進行變身。但當眾變身對她來說似乎是件害羞的事。只要變了身就會自稱為「凱」。但為何娜露西亞變身後會變成個性完全相反的凱，到現在仍是個未解之謎。或許是娜露西亞無意間透露自己所憧憬的個性使然也說不定。
保羅‧帕卡普卡
聲：槐柳二
生於AP455年。波波羅克洛伊斯王國第16代國王，皮耶多羅的父親。年輕時是個勇猛的人物，曾被稱為獅子王。頭上戴著國王的象徵「智慧王冠」。對兒子灌注無限的愛，是個既嚴厲又溫柔的父親。每當皮耶多羅踏上旅途，總是擔心他惹上麻煩。他做為皮耶多羅的父親，外表似乎過於衰老，這是因妻子莎妮雅一直無法甦醒而長期過度憂心的結果。據說年輕時是個粗暴且任性妄為的不良少年，讓雙親及周遭人都傷透腦筋。
莎妮雅‧帕卡普卡
聲：堂ノ脇恭子
波波羅克羅伊斯王國的王妃，皮多羅的母親。真實身分為龍族長老─老龍神的女兒，原型是條美麗的白龍。莎妮雅在誕下皮耶多羅後不久，便與襲擊王國的冰之魔王大戰，將魔王的靈魂送往黑暗世界，但自己的靈魂也被囚禁在黑暗世界之中。為了對皮耶多羅隱瞞此事，旁人便謊稱他的母親是在他出生不久後而死。為避免冰之魔王復活，莎妮雅以自身的靈魂做為結界，持續在黑暗世界中與魔王戰鬥，直到皮耶多羅將她救出。
是個有著強烈信念且溫柔的女性，在皮耶多羅踏上冒險時，雖然擔心但也寄予強烈的信任。年輕時為了與保羅在一起，不惜頂撞父親老龍神，可見其熱情的一面。
阿金與阿傑
聲：室園丈裕
為一、二代開場時做為臨時夥伴登場的腳色。雖與皮耶多羅結伴冒險，但只要遇到稍微強大的敵人就會棄主角不顧而逃跑。阿金的個性較強硬，口頭禪是「鏘----」，相對的阿傑較冷靜沉默，但兩人在本質上都非常膽小。在第二世代皮諾的故事中皆晉升為士官長，與皮諾一同練劍。
莫姆大臣
波波羅克洛伊斯王國的大臣，為皮耶多羅的王室教師及監視者。愛操心且急性子，很在意自己日益減少的毛髮。
占卜師齊特
波波羅克洛伊斯王國的占卜師，皮耶多羅的王室教師。對魔法相當了解，為王國重臣之一。時常觀察水晶球，關注著王國的未來。在遊戲中做為冒險時輔助說明的腳色。
基爾妲
與娜露西亞一同住在佛羅涅森林中的「森林魔女」。娜露西亞的姐姐。佛羅涅森林的保護者。是個即使會傷到對方也直率敢言之人，但這也是為對方著想所做出的行為。
平時雖裝作「討厭人類」，但暗地裡仍持續在皮耶多羅的冒險中提供協助。在遊戲中每代初訪基爾妲時都會出現怪物來測試主角的實力。
初代動畫中基爾妲展現了完美的歌喉，但到了二代動畫卻被設定成了音痴。
薩博
聲：大川透
布里歐尼亞島上最後一位居民。外觀雖為犬型的獸人，但實際上是個真正的人類。在鮑爾的心臟事件中，所有人皆選擇了自由，卻只有薩博一人選擇了長生不老之力，獨留在布里歐尼亞島上。獲得長生不老之力的他，在漫長的時光中讀遍了島上為數龐大的書籍，因此相當博學多聞。布里歐尼亞島墜落後，便住在波波羅克洛伊斯王國中，為皮耶多羅與夥伴們的冒險提供協助。
旁白
聲：井上喜久子

## 主題曲
片尾曲「皮耶多羅的旅程」(「ピエトロの旅立ち」)
歌：ジュリエッタ柴田　作詞：長俊広　作曲：佐橋佳幸　編曲：佐橋佳幸/石川鉄男